# Molinchart
Molinchart es una comuna francesa situada en el departamento de Aisne, de la región de Alta Francia.

## Geografía
Está ubicada a 5 km al oeste de Laon.

## Demografía
| 234 | 236 | 201 | 223 | 271 | 276 | 286 | 327 |
| Para los censos de 1962 a 1999 la población legal corresponde a la población sin duplicidades (Fuente: INSEE [Consultar]) |     |     |     |     |     |     |     |